# The Little Drummer Girl
The Little Drummer Girl est une mini-série britannique en 6 épisodes de 55 minutes, réalisée par Park Chan-wook, diffusée entre le 28 octobre et le 2 décembre 2018 sur BBC One.
En France, la série a été diffusée à partir du 14 mars 2019 sur Canal +. Elle est l'adaptation du roman La Petite Fille au tambour de John le Carré,.

## Synopsis
Basée en Europe et au Moyen-Orient en 1979, l'intrigue nous emmène dans une mission du Mossad visant à débusquer un auteur d'attentats à la bombe de l’OLP. Pour le capturer, l'agence de renseignements enlève et tue le frère du terroriste, puis recrute une actrice britannique antisioniste surnommée Charlie, afin qu'elle se fasse passer pour la petite amie du défunt, en espérant que le frère aîné de ce dernier accepte de communiquer avec elle. Charlie fait tout ce que le Mossad demande et son infiltration est parfaitement réussie, à tel point qu'elle n'est désormais plus en mesure de s'échapper.

## Fiche technique
- Réalisation : Park Chan-wook
- Production : BBC Worldwide Productions, 127 Wall Productions, AMC Studios, The Ink Factory
- Scénario : Claire Wilson et Michael Lesslie, d'après La Petite Fille au tambour de John le Carré
- Musique : Jo Yeong-wook
- Photographie : Kim Woo-hyung

## Distribution
- Michael Shannon (VF : Jean-Michel Fête) : Martin Kurtz
- Alexander Skarsgård (VF : Valentin Merlet) : Gadi Becker
- Florence Pugh (VF : Elise Vigné) : Charmian Ross, dite « Charlie »
- Michael Moshonov : Shimon Litvak
- Simona Brown : Rachel
- Clare Holman : Miss Bach
- Kate Sumpter : Rose
- Charles Dance (VF : Patrick Raynal) : le commandante Picton
- Oulaya Amamra :  Salma (ep. 5)

## Distinction
- Seoul International Drama Awards 2019 : meilleure mini-série